# Santa Maria de Puigcerdà
L'església de Santa Maria de Puigcerdà era l'antiga parròquia de la vila de la qual les úniques restes conservades són el campanar, ascendible des de finals del s. XX, i una portalada, traslladada a l'església de Sant Domènec. Actualment, al seu espai hi ha la plaça de Santa Maria. Sembla que l'inici de la construcció del temple és el març de 1178, i l'11 d'octubre del mateix any el papa Alexandre III va concedir-ne al bisbe Arnau la possessió.
Va començar sent un edifici romànic ampliat i reformat a finals del XIII en estil gòtic. L'any 1936 va ser enderrocat per la CNT-FAI durant la guerra civil espanyola.

## L'edifici
Era formada per tres naus i un atri campanar als peus. L'edifici va ser ampliat i remodelat des de l'inici, en un procés que esdevé força complex. Les naus laterals, fetes amb volta de creueria, tenien diverses capelles entre els contraforts, catorze a finals del segle xix. En aquest moment l'interès de l'interior romania en làpides sepulcrals, com la de Margarida Cadell, morta el 1308, que actualment es pot visitar al MNAC.
Probablement, les reformes més important s'hi feren durant els segles XIV i XVIII, en l'últim cas a causa d'un incendi documentat l'1 de juny de 1785, que afectà l'altar major, el presbiteri, les sagristies, l'arxiu i l'orgue; és a dir, la totalitat de l'església. A finals del XIX l'església ja no tenia absis.
Del conjunt era destacable la portalada d'entrada de ponent, del segle xiv, que actuava com a atri, feta amb marbre vermell d'Isòvol i en què hi havia diverses làpides a terra. L'entrada comunicava amb el cor i la nau central. S'hi observen arquivoltes ogivals, amb motllures pentagonals i rodones, que se sostenen sobre deu columnes rodones culminades amb capitells, decorats amb motius vegetals, com dues pinyes. A la dreta encara és visible el baix relleu d'un traginer.
La porta de migdia, feta amb el mateix tipus de pedra que l'anterior, tenia uns esglaons que baixaven a l'alçada de l'actual campanar, ja que la plaça actual es construí sobrepujada amb les runes de l'església. Constava de cinc arquivoltes ogivals de motllura rodona amb cinc columnes, del mateix estil, i els capitells estaven decorats amb caps de gatons. Una de les arquivoltes es restaurà i es va reinstal·lar a l'església de Sant Domènec de Puigcerdà, al costat de la porta principal, que dona pas al baptisteri.
El campanar era quadrat i ample, amb un acabament de plom l'arranjament del qual va causar un incendi el 6 de juliol de 1650, amb què es van fondre campanes i rellotge. La coberta era coronada amb un motiu daurat. L'accés era una escala de cargol de granit i s'hi conserven les obertures originals i ogivals a banda i banda. A les altres dues bandes i hi ha dues rosasses de granit. Al tram superior, que és més llarg i fou construït durant les reformes del xviii, el campanar passa a ser octogonal i només apareixen carreus als angles del polígon. El coronament és del XIX.